# Avanti Martinetti
Avanti Martinetti (* 3. Dezember 1904 in Lausanne; † 15. Oktober 1970 in Paris) war ein italienischer Bahnradsportler und Weltmeister im Sprint.
Avanti Martinetti zählte Ende der 1920er und in den 1930er Jahren zu den besten Bahnsprintern der Welt. 1926 wurde er Weltmeister im Sprint der Amateure, anschließend trat er zu den Profis über. Viermal wurde er Italienischer Sprint-Meister. Den Grand Prix de l’UCI in Paris gewann er 1928, den Grand Prix du Conseil municipal de la ville de Paris 1927.
Als Profi fuhr Martinetti auch Steherrennen sowie 13 Sechstagerennen. Nach dem Ende seiner aktiven Laufbahn im Jahr 1938 fungierte er als Sportlicher Leiter von Teams, die an der Tour de France teilnahmen.